# 33118 Naiknaware
33118 Naiknaware è un asteroide della fascia principale. Scoperto nel 1998, presenta un'orbita caratterizzata da un semiasse maggiore pari a 2,5839737 UA e da un'eccentricità di 0,1113031, inclinata di 1,34168° rispetto all'eclittica.